# El hombre almohada

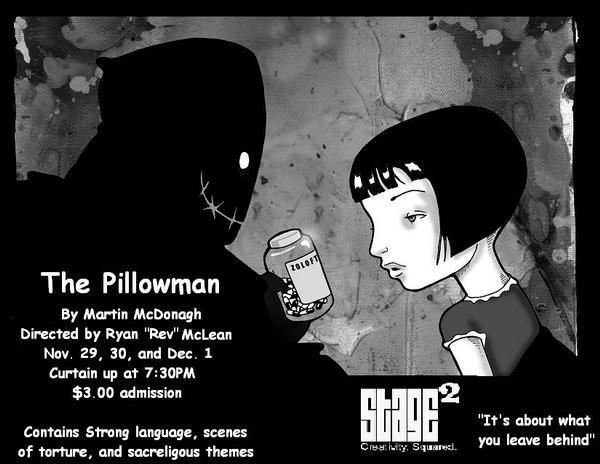
Cartel de The Pillowman, en una producción de la compañía teatral Stage 2, de la Universidad Sur de Utah, Estados Unidos.

El hombre almohada (The Pillowman, en su título original) es una obra de teatro de 2003 del dramaturgo británico Martin McDonagh.

## Argumento
Katurian es un escritor de relatos cortos en los que, con frecuencia, describe malos tratos hacia menores. Es arrestado por los detectives Ariel y Tupolski porque sus historias se parecen sospechosamente a una serie de crímenes que se han sucedido en los últimos tiempos. Katurian descubre seguidamente que su hermano Michal se ha confesado autor de los crímenes y le ha implicado. Entonces se resigna a su suerte y su único anhelo es salvar su obra literaria de la destrucción. En la obra se entremezcla la historia de Katurian con la recreación de algunos de sus relatos, destacando El escritor y el hermano del escritor, en la que se relata cómo el protagonista adquirió su retorcida imaginación escuchando los lamentos de su hermano cuando, siendo niño, era torturado por sus padres.

## Personajes
- Katurian . Escritor de relatos escabrosos en los que en ocasiones intervienen niños. Su retorcida imaginación es el resultado de sus experiencias infantiles cuando escuchaba a sus padres abusar de su hermano. En consecuencia, asesinó a sus padres y cuidó del hermano.

- Michal. El hermano de Katurian es algo lento entendiendo conceptos. Es detenido junto a Katurian.

- Tupolski. El policía que dirige la investigación bajo el estereotipo de "poli bueno".

- Ariel. Policía brutal y violento que busca vengarse de cualquiera que abuse de menores en memoria de su propia infancia de niño maltratado.
- Katurian de niño. Reconstruye en forma visual momentos oscuros de su niñez.

## Representaciones destacadas
- Royal National Theatre, Londres, 13 de noviembre de 2003. Estreno mundial.
  - Dirección: John Crowley
  - Intérpretes:David Tennant (Katurian), Jim Broadbent (Tupolski), Nigel Lindsay (Ariel), Adam Godley (Michal).

- Booth Theatre, Broadway, Nueva York, 2005.[2]
  - Dirección: John Crowley
  - Intérpretes:Billy Crudup (Katurian), Jeff Goldblum (Tupolski), Željko Ivanek (Ariel), Michael Stuhlbarg (Michal), Ted Koch (Father), Virginia Louise Smith (Mother), Jesse Shane Bronstein (Boy), Madeleine Martin (Girl).

- Teatro La Plaza, Lima, 2006.
  - Dirección: Juan Carlos Fisher.
  - Intérpretes: Raúl Zuazo, Paloma Yerovi Cisneros.

- Teatro Scotiabank, Ciudad de México, 2008.[3]
  - Dirección: Mario Espinoza.
  - Intérpretes: Kuno Becker/Alfonso Herrera, Erwin Veytia, Alejandro Calva, Jorge Zárate.

- Teatro Lola Membrives, Buenos Aires, 2008.[4]
  - Dirección: Enrique Federman
  - Intérpretes: Pablo Echarri (Katurian), Carlos Santamaría (Tupolski), Vando Villamil (Ariel), Carlos Belloso (Michal), Brian Sichel (Katurian de niño), Pía Uribelarrea.

- Teatre Lliure, Barcelona, 2009. Versión en catalán, con el título de L’home dels coixins.
  - Dirección: Xicu Mansó.
  - Intérpretes: Miquel Gorriz, Eduard Muntada, Albert Pérez, Jacob Torres.

- Teatro de Cristóbal Colón, Bogotá, 2010.
  - Dirección: Pedro Salazar.
  - Intérpretes: Andrés Parra (Katurian), Orlando Valenzuela, Nicolás Cancino, Felipe Botero.

- Théâtre Aleph, París, 2012.
  - Dirección: Raphaël Joly.
  - Intérpretes: Simon Copin (Katurian), Thomas Öhlund (Tupolski), Pauline Cescau (Ariel), Antoine Pluche (Michal).

- Antic Teatre, Barcelona, 2014. Versión en inglés.
  - Dirección: Joshua Zamrycki.
  - Intérpretes: James Giblin (Katurian), David O'Kelly (Tupolski), Billy Jeffries (Ariel), Ben Torbush (Michal), Thérèse Hoben (Mother), Rafael Marrero (Father), Rosa Blake (Girl), Jordi Hanley (Boy)

- La Caja de Fósforos, Caracas, 2015.
  - Dirección: Ricardo Nortier.
  - Intérpretes: Ignacio Márquez, Ricardo Nortier, Carlos Arraiz, Agustín Segnini, Antonio Ruiz, Alexandra Vecchionacce.

- Teatros del Canal, Madrid, 2021.
  - Dirección: David Serrano.
  - Intérpretes: Belén Cuesta (Katurian), Ricardo Gómez (Michal), Juan Codina (Ariel) y Manuela Paso (Tupolski)